# Piccolo Teatro della Soffitta
Il Piccolo Teatro della Soffitta è una sala settecentesca situata all'interno del Palazzo Mazzarosa, dietro la Piazza Carrara nella città di Pisa. Il grazioso interno, composto da una sala d'entrata e il piccolo teatro, è stato frequentato da illustri personaggi del mondo della cultura e dell'arte, che hanno lasciato numerose testimonianze, alcune ancora visibili.
La sala del piccolo teatro, autentico gioiello settecentesco, è affrescata, e custodisce una vera e propria ribalta, con sopra due statue distese in gesso e stucchi. Sono presenti anche affreschi settecenteschi vari, restaurati negli anni '80.
È sede di convegni, concerti, incontri letterari e artistici: sede storica del Gruppo Artistico Letterario "La Soffitta", vide nascere il sodalizio nel 1954, per la composizione di letterati e artisti.
Tra gli ospiti d'onore delle manifestazioni che si sono svolte nel piccolo teatro nel corso degli anni: Marta Abba, Eugenio Montale, Dino Carlesi, Arnoldo Foà, Omero Cambi, Mario Soldati, Leonida Répaci, Geno Pampaloni, Enzo Carli, Enrico Manca, Remo Bodei, Antonio Tabucchi, Leonardo Sciascia, Giorgio Caproni, Alberto Moravia, Paolo Rossi, Natalino Sapegno, Pietro Annigoni, Luigi Blasucci, Antonio Russi, ecc.
Il Gruppo organizza ogni anno il Premio Nazionale Letterario Pisa, il Premio di vernacolo pisano "La Cèa d'oro", e numerosi eventi culturali musicali e teatrali.